# Ruth Wetzel-Steinwedel
Ruth Wetzel-Steinwedel (* 16. Juni 1948 in Weingarten) ist eine deutsche Juristin und ehemalige Vizepräsidentin des Bundessozialgerichts.

## Leben
Wetzel-Steinwedel studierte Rechtswissenschaften an der Eberhard Karls Universität Tübingen. Nach Abschluss des Studiums war sie als Rechtsanwältin in Stuttgart tätig. 1975 wurde sie promoviert. Ab 1977 arbeitete sie als Richterin bei dem Sozialgericht Reutlingen und dem Sozialgericht Stuttgart. Von 1983 bis 1985 war sie wissenschaftliche Mitarbeiterin am Bundessozialgericht (BSG). Im Mai 1985 folgte ihre Ernennung zur Richterin am Landessozialgericht Baden-Württemberg. Von März 1987 bis März 1989 war sie wissenschaftliche Mitarbeiterin beim Bundesverfassungsgericht in Karlsruhe. 
Wetzel-Steinwedel wurde im März 1989 zur Richterin am Bundessozialgericht ernannt. Im September 1998 wurde sie Vorsitzende des für Streitigkeiten im Bereich der Rentenversicherung der Arbeiter zuständigen 5. Senats des BSG, im März 2001 zusätzlich Vorsitzende des für die Renten- und Krankenversicherung der Bergleute zuständigen 8. Senats. Ab November 2004 übernahm sie stattdessen den 11. Senat, zuständig für Streitigkeiten der Arbeitsförderung, ab 2005 bis 2008 auch für die Grundsicherung für Arbeitsuchende.
Am 27. August 2003 wurde Ruth Wetzel-Steinwedel zur Vizepräsidentin des Bundessozialgerichts ernannt. Sie war damit Nachfolgerin von Ingeborg Wolff. Im August 2013 trat sie in den Ruhestand.